# Regent University College of Science and Technology
Die Regent University College of Science and Technology (dt. Regenten Universität für Wissenschaft und Technologie; kurz: RUCST) in Accra ist ein christliches University College, das der Kwame Nkrumah University of Science and Technology angeschlossen ist und mit der Hochschule Deggendorf zusammenarbeitet. Der Reverend, Politiker und Multimillionär Kwabena Darko ist Kanzler der Universität.

## Fakultäten
An der Universität bestehen drei Fakultäten.
Die Fakultät für Kunst und Sozialwissenschaften bietet Studiengänge mit dem Abschluss Bachelor in den Fächern Buchführung und Informationssysteme, Banken/Finanzen und Französisch, Wirtschaftswissenschaften und Informatik sowie Management und Informatik an.
Die Fakultät für Informationswissenschaften und Ingenieurswesen bietet die Bachelorabschlüsse in Informatik sowie in Informatik und Erziehung an. Ferner kann hier der Master in Elektronik erworben werden.
Letztlich werden von der Theologischen Fakultät Kurse angeboten.